# غل افرا (أنزان الشرقي)
غل افرا (بالفارسية: گل‌افرا) هي قرية تقع في إيران في قسم أنزان الشرقي الريفي. يقدر عدد سكانها بـ 668 نسمة بحسب إحصاء 2016.